# Айдогдыев, Максат Тотурбабаевич
Максат Тотурбабаевич Айдогдыев (туркм. Maksat Toturbabaýewiç Aýdogdyýew; род. 1976, Ашхабад, Туркменская ССР) — туркменский государственный деятель.

## Биография
Родился в Ашхабаде в 1976 году. Обучался по специальности «правовед» в Академии полиции Туркменистана имени генерала армии С. А. Ниязова и закончил её в 2000 году.
В 1992 году устроился рабочим в Ашхабадское пассажирское вагонное депо. После работал в структурных подразделениях Министерства внутренних дел Туркменистана и Министерства обороны Туркменистана, где занимал различные должности.
C июля 2012 года по июль 2014 года занимал должность заместителя министра автомобильного транспорта Туркмении. 7 июля 2014 года был назначен на должность министра автомобильного транспорта Туркмении, где проработал до 11 апреля 2018 года, после чего был освобождён от должности по состоянию здоровья. После освобождения от должности временное исполнение обязанностей министра автомобильного транспорта было возложено на заместителя министра Гараева Джумагелди Гелдимырадовича.

## Награды
- памятный знак в честь 26-летия независимости Туркменистана (2017)[3]
- Медаль «Махтумкули Фраги» (2014)
- Медаль «За безупречную службу»